# 相容分時系統
相容分時系統（英語：Compatible Time-Sharing System，縮寫為 CTSS），最早的分時作業系統，由美國麻省理工學院計算機中心設計與實作，計劃領導者為費南多·柯巴托。1961年首次進行示範運作，1962年發表論文，一直運作到1963年為止。麻省理工學院的MAC計畫擁有它的第二份拷貝，它只在這兩個地方運作過。
分時系統解決了以往批處理系統（Batch System）無法讓程序員及時調試程序的人機交互問題。
在相容分時系統的基礎上，發展出接下來的Multics作業系統。

## 概論
相容分時系統名稱中的相容（Compatible），來自於它与IBM 7094批次處理作業系統標準向下兼容（backward compatible）。